# معدلات النجاة من السرطان
معدلات النجاة من السرطان تختلف حسب نوع السرطان ومرحلة التشخيص والعلاج المقدم والعديد من العوامل الأخرى، بما في ذلك البلد، بشكل عام، فإن معدلات البقاء على قيد الحياة آخذت بالتحسن، على الرغم من أنها أكثر تحسنًا بالنسبة لبعض أنواع السرطان عن غيرها. يمكن قياس معدل البقاء على قيد الحياة بعدة طرق منها متوسط العمر المتوقع حيث له مزايا أكثر من غيره من ناحية المعنى، للأشخاص المعنيين، وليس باعتباره إجراء وبائي.
ومع ذلك، غالبًا ما يتم قياس معدلات البقاء على قيد الحياة حاليًا (من حيث معدلات البقاء على قيد الحياة لمدة 5 سنوات)، وهي النسبة المئوية للأشخاص الذين يعيشون على الأقل خمس سنوات بعد تشخيص إصابتهم بالسرطان، ومعدلات البقاء النسبية تقارن الأشخاص المصابين بالسرطان بباقي السكان.
يرتبط بعضا من أنواع السرطانات بمعدلات بقاء عالية، لكن يعتبر سرطان الثدي والبروستاتا والخصية وسرطان القولون، وسرطانات الدماغ والبنكرياس ذات معدلات بقاء متوسطة أقل بكثير حيث لم يتحسن بشكل كبير خلال الأربعين سنة الماضية 
في الواقع، سرطان البنكرياس لديه واحد من أسوأ معدلات النجاة لجميع أنواع السرطان، ويبلغ معدل البقاء على قيد الحياة لسرطان الرئة ذو الخلايا الصغيرة خمسة سنوات من معدل النجاة بنسبة 4% وفقًا لمراكز السرطان في موقع الويب الأمريكي.
سجلت جمعية السرطان الأمريكية معدلات بقاء نسبية لمدة 5 سنوات بأكثر من 70٪ للنساء المصابات بسرطان الثدي في المرحلة 0-3 مع معدل بقاء نسبي لمدة 5 سنوات تقريبا من 100٪ للنساء المصابات بسرطان الثدي من المرحلة صفر أو المرحلة الأولى. ينخفض معدل البقاء النسبي لمدة 5 سنوات إلى 22٪ للنساء المصابات بسرطان الثدي في المرحلة الرابعة (النقيلي). 
في أنواع السرطان ذات معدلات البقاء العالية، يكون معدل الإصابة عادة أعلى في العالم المتقدم، حيث يكون طول العمر أكبر أيضًا. يعد السرطان ذو معدلات البقاء المنخفضة أكثر شيوعًا في البلدان النامية،  حيث أعلى معدلات النجاة من السرطان توجد في دول مثل كوريا الجنوبية واليابان وإسرائيل وأستراليا والولايات المتحدة.

## اتجاهات معدل البقاء
في الولايات المتحدة، كان هناك زيادة في معدل البقاء النسبي لمدة 5 سنوات بين الأشخاص الذين تم تشخيصهم بالسرطان في 1975-1977 (48.9٪) والأشخاص الذين تم تشخيصهم بالسرطان في 2007-2013 (69.2٪)؛ تتزامن هذه الأرقام مع انخفاض بنسبة 20٪ في وفيات السرطان من 1950 إلى 2014. 
- سرطان الرئة

صورة لرئة مصابة بسرطان

في الذكور، يقترح الباحثون أن الانخفاض العام في معدلات الوفيات بالسرطان يرجع جزء كبير منه إلى الانخفاض في استخدام التبغ على مدى نصف القرن الماضي، ويقدر أن الانخفاض في سرطان الرئة الناجم عن تدخين التبغ يمثل حوالي 40 ٪ من الانخفاض الكلي في معدلات وفيات السرطان لدى الرجال وهي مسؤولة عن منع 146,000 حالة وفاة على الأقل بسبب سرطان الرئة لدى الرجال خلال الفترة الزمنية 1991-2003.
- سرطان الثدي

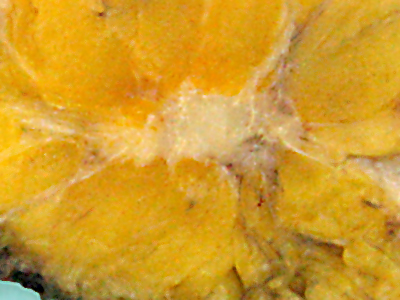
سرطان في الثدي في القنوات (منطقة شاحبة في المنتصف) محاطة بارتفاعات بها ندبة بيضاء وأنسجة دهنية صفراء

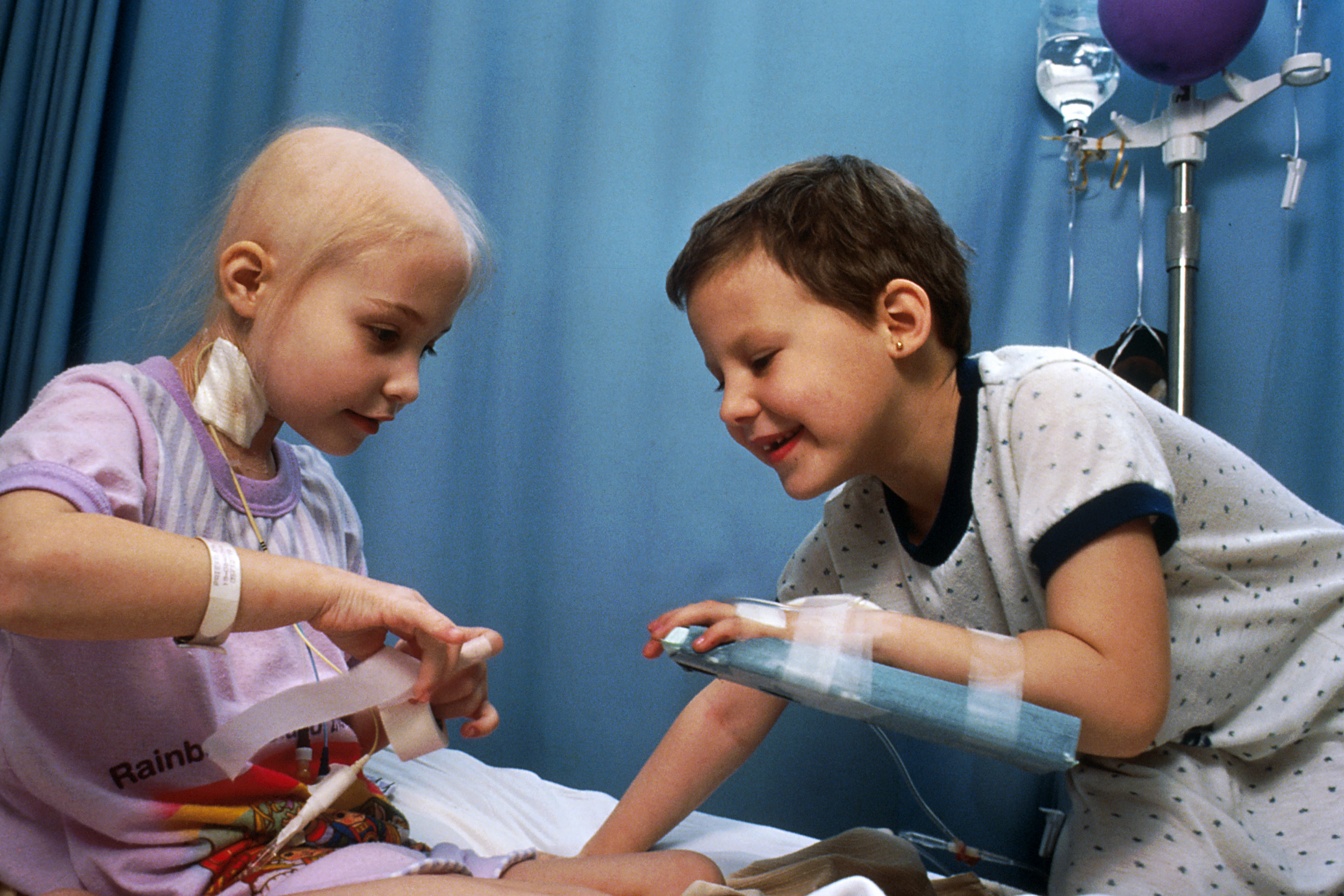
اطفال يتلقون علاج لمرض السرطان

أكثر أنواع السرطان شيوعًا بين النساء في الولايات المتحدة هو سرطان الثدي (123.7 لكل 100000)، يليه سرطان الرئة (51.5 لكل 100.000) وسرطان القولون والمستقيم (33.6 لكل 100.000)، لكن سرطان الرئة يفوق سرطان الثدي باعتباره السبب الرئيسي للوفاة بالسرطان بين النساء، يعزو الباحثون انخفاض معدل الوفيات بسرطان الثدي إلى تحسن العلاج، بما في ذلك الاستخدام المتزايد في العلاج الكيميائي المساعد..
- سرطان البروستات

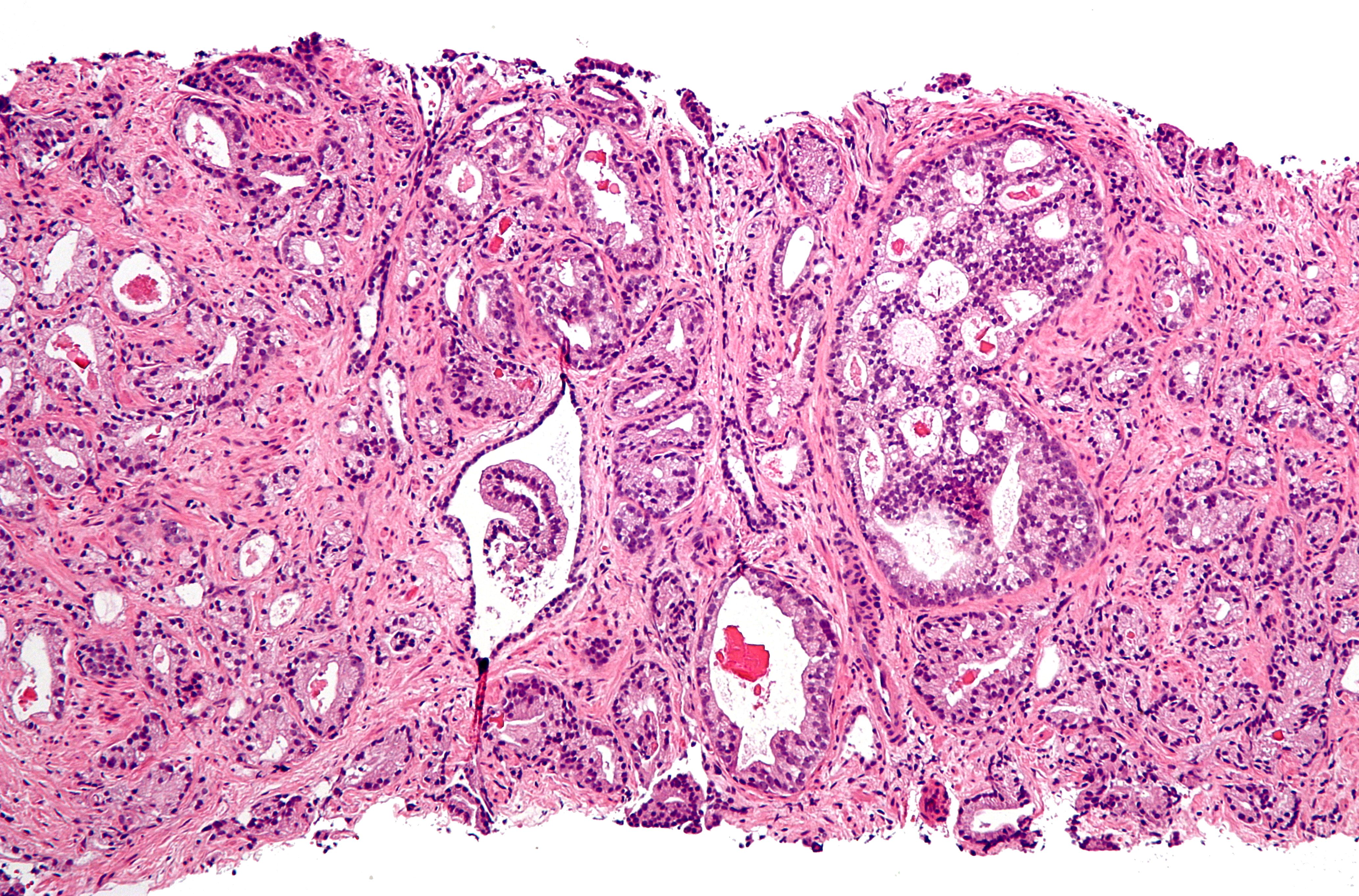
صورة مجهرية لسرطان البروستات

يعزو المعهد الوطني للصحة (NIH) الزيادة في البقاء النسبي لسرطان البروستاتا لمدة 5 سنوات (من 69٪ في السبعينيات إلى 100٪ في 2006)، إلى الفحص والتشخيص والسبب في ذلك أن الرجال الذين يشاركون في الفحص يميلون إلى أن يكونوا أكثر صحة ويعيشون لفترة أطول من الرجل العادي وبالإضافة إلى تقنيات الاختبارات التي تكون قادرة على اكتشاف السرطان بطيء النمو قبل أن تصبح حياتهم مهددة.
- سرطان الطفولة

أكثر أنواع السرطان شيوعًا بين الأطفال والمراهقين هو سرطان الدم، يليه الدماغ وأورام الجهاز العصبي المركزي الأخرى، تحسنت معدلات البقاء على قيد الحياة لمعظم سرطانات الأطفال، مع تحسن ملحوظ في سرطان الدم الليمفاوي الحاد (سرطان الأطفال الأكثر شيوعًا). بسبب تحسن العلاج، وارتفع معدل البقاء على قيد الحياة لمدة 5 سنوات لسرطان الدم الليمفاوي الحاد (أقل من 10 ٪ في الستينيات إلى حوالي 90 ٪) خلال الفترة الزمنية 2003-2009.